# Танго (п'єса)
«Танго» — драма, написана польським письменником та драматургом Славомиром Мрожеком (1930—2013). Вперше була опублікована у літературному журналі Dialog[en] у 1964 році, а виконана на сцені у місті Бидгощ у 1965 році. Драму було перекладено  англійською, італійською, японською, французькою, данською, чеською, словенською, голландською, естонською, німецькою та іншими мовами.

## Сюжет
Сюжет п’єси розгортається в невизначений час в будинку Стоміля та  Елеонори, батьків Артура, який вивчає медицину. У домі панує безлад, як у побуті, так і у відсутності будь-яких правил та загальноприйнятих  цінностей. З одного боку, кожен може робити все, що заманеться. З іншого, тут знаходиться безліч непотрібних речей, таких як дитячий візок, стара весільна сукня або катафалк, котрий залишився з дня смерті діда Артура. Життя, яке тут вирує, можна описати словом «розгубленість». Артур намагається встановити правила та придати речам сенс, однак його спроби приречені на поразку. Артур намагається умовити бабусю використати катафалк, постає проти неохайності батька та  подвійних  моральних стандартів матері. Для себе він мріє про традиційне весілля, але отримує поразку. Під час організації прийому, Артур забуває висловити свої почуття нареченій, тому вона вважає його байдужим і згодом оголошує про роман з Едеком. Через певний час бабуся Артура помирає, а його самого вбиває Едек. Драма завершується танцем танго, який символізує перемогу простої й примітивної масової культури. Едек оголошує про отримання контролю над будинком й примушує усіх дотримуватись його правил.
«Танго» розповідає історію про конфлікт поколінь у сучасній громаді та вплив на нього таких концепцій, як конформність, анархія, ентропія, формалізм. П'єса спонукає знайти відповіді на питання, чи залишається  місце для  інтелігенції у такій громаді.

## Персонажі
- Артур (пол. Artur Artur) — син Стоміля та Елеонори
- Аля (пол. Ala Ala) — двоюрідна сестра та  наречена Артура
- Едек (пол. Edek Edek) —  «чоловік з вусами», коханець Елеонори, постійний відвідувач будинку сім'ї Стоміля
- Еугеніуш (пол. Eugeniusz Eugeniusz) — дядько Артура, брат Еугени
- Еугеня (пол. Eugenia Eugenia) — бабуся Артура
- Елеонора (пол. Eleonora Eleonora) — мати Артура
- Стоміль (пол. Stomil Stomil) — батько Артура